# یوبی‌سافت مون‌پلیه
یوبی‌سافت مون‌پلیه (به انگلیسی: Ubisoft Montpellier) یک توسعه‌دهنده بازی فرانسوی متعلق به یوبی‌سافت است که در سال ۱۹۹۴ با نام یوبی پیکچرز شروع به کار کرد. این شرکت بیشتر به خاطر ساخت بازی‌های ریمن و فراتر از خوب و بد شناخته می شود. تا سپتامبر ۲۰۱۹ با ۳۵۰ کارمند، یوبی‌سافت مون‌پلیه توسط فردریک هود به عنوان مدیر فنی رهبری می شود.

## بازی های توسعه یافته
| سال  | عنوان                          | سکو |
| ---- | ------------------------------ | --- |
| ۱۹۹۵ | ریمن                           | اندروید، آتاری جگوار، گیم بوی ادونس، گیم بوی کالر، آی‌او‌اس، ام‌اس-داس، نینتندو دی‌اس‌آی، پلی‌استیشن، سگا ساترن                                         |
| ۱۹۹۹ | ریمن ۲: فرار بزرگ              | دریم‌کست، آی‌او‌اس، مایکروسافت ویندوز، نینتندو ۳دی‌اس، نینتندو ۶۴، نینتندو دی‌اس، پلی‌استیشن، پلی‌استیشن ۲، پلی‌استیشن ۳، پلی‌استیشن همراه، پلی‌استیشن ویتا |
| ۲۰۰۱ | ریمن ام                        | گیم کیوب، مایکروسافت ویندوز، پلی‌استیشن ۲، پلی‌استیشن ۳، اکس‌باکس                                                                                    |
| ۲۰۰۳ | ریمن ۳: هیدلم هاوک             | گیم کیوب، گیم بوی ادونس، مک‌اواس، مایکروسافت ویندوز، ان-گیج، پلی‌استیشن ۲، اکس‌باکس                                                                  |
| ۲۰۰۳ | فراتر از خوب و بد              | گیم کیوب، مایکروسافت ویندوز، پلی استیشن ۲، پلی استیشن ۳، ایکس باکس، ایکس باکس ۳۶۰                                                                 |
| ۲۰۰۵ | کینگ کنگ پیتر جکسون            | گیم کیوب، گیم بوی ادونس، مایکروسافت ویندوز، نینتندو دی‌اس، پلی‌استیشن ۲، پلی‌استیشن همراه، اکس‌باکس، اکس‌باکس ۳۶۰                                      |
| ۲۰۰۶ | ریمن رابیدزهای دیوانه          | گیم بوی ادونس، مک‌اواس، مایکروسافت ویندوز، نینتندو دی‌اس، پلی‌استیشن ۲، وی ، اکس‌باکس ۳۶۰                                                             |
| ۲۰۰۹ | رابیدها به خانه می‌روند         | مایکروسافت ویندوز، نینتندو دی‌اس، وی |
| ۲۰۱۰ | مایکل جکسون: تجربه             | پلی استیشن ۳، وی |
| ۲۰۱۱ | از خاک                         | مایکروسافت ویندوز، پلی استیشن ۳، ایکس باکس ۳۶۰ |
| ۲۰۱۱ | ماجراهای تن تن: راز اسب شاخدار | اندروید، آی‌او‌اس، مایکروسافت ویندوز، نینتندو ۳دی‌اس ، پلی‌استیشن ۳، وی، اکس‌باکس ۳۶۰                                                                  |
| ۲۰۱۱ | ریمن: ریشه‌ها                   | مک‌اواس، مایکروسافت ویندوز، نینتندو ۳دی‌اس، پلی‌استیشن ۳، پلی‌استیشن ویتا، وی، اکس‌باکس ۳۶۰                                                            |
| ۲۰۱۲ | زامبی‌یو                        | مایکروسافت ویندوز، پلی استیشن ۴، وی یو، ایکس باکس وان                                                                                             |
| ۲۰۱۳ | ریمن لجندز                     | مایکروسافت ویندوز، پلی استیشن ۳، پلی استیشن ۴، پلی استیشن ویتا، وی یو، ایکس باکس ۳۶۰، ایکس باکس وان، نینتندو سوییچ                                |
| ۲۰۱۴ | قوی‌دلان: جنگ جهانی اول         | اندروید، آی‌او‌اس، مایکروسافت ویندوز، پلی استیشن ۳، پلی استیشن ۴، ایکس باکس ۳۶۰، ایکس باکس وان، نینتندو سوییچ                                       |
| ۲۰۱۵ | ماجراهای ریمن                  | اندروید، آی‌او‌اس |
| ۲۰۱۹ | معتادان فضایی                  | مایکروسافت ویندوز، پلی استیشن ۴ |
| ۲۰۱۹ | ریمن مینی                      | آی‌او‌اس |
| ۲۰۱۹ | تام کلنسی گوست ریکان نقطه توقف | مایکروسافت ویندوز، پلی استیشن ۴، ایکس باکس وان |
| TBA  | فراتر از خوب و بد ۲            | TBA |

بازی شاهزاده ایرانی ، تاج گمشده نیز توسط این استودیو توسعه یافته است.